# Дан: единственная любовь (телесериал)
«Дан: единственная любовь» (кор. 단, 하나의 사랑, ром. Dan, Hanaui Sarang) — южнокорейский телесериал 2019 года. В главных ролях Шин Хе Сон и Ким Мён Су. Сериал выходил на KBS2 по каждым средам и четвергам с 22 мая по 11 июля 2019 года.

## Сюжет
Главная героиня — Ли Ён Со — молодая балерина, которой пророчили светлое будущее в карьере. Но из-за несчастного случая она теряет зрение. Невозможность продолжать заниматься любимым делом заставляет девушку оставить балет. Это изменяет её в корне. Ён Со становится чёрствой и равнодушной по отношению к окружающим. Но вскоре всё изменится. Она сможет снова обрести счастье. Ли Ён Со повстречает молодого человека по имени Дан. Этот парень является ангелом, который проживает на Земле, выполняя миссии, чтобы вознестись в рай. Но когда он встречает Ли Ён Со, его планы резко меняются, и он теряет один единственный шанс попасть в рай. Зато он получает последнюю миссию — растопить лёд в сердце юной балерины.

## В ролях
| Актер       | Роль         | Примечание                   |
| ----------- | ------------ | ---------------------------- |
| Ким Мён Су  | Ким Дан      | Ангел                        |
| Шин Хе Сон  | Ли Ён Со     | Балерина                     |
| Ли Дон Гон  | Чжи Кан У    | Бывший ангел, тренер труппы  |
| Ким Бо Ми   | Гым Ни На    | Балерина                     |
| До Чжи Вон  | Чхвэ Ён Чжа  | Мать Ни Ны, и.о. главы фонда |
| Ким Ин Квон | Ху           | Старший ангел                |
| У Хи Джин   | Чон Ю Ми     | Дворецкий в доме Ён Со       |
| Ким Сын Ук  | Гым Ки Чон   | Отец Ни Ны                   |
| Гиль Ын Хэ  | Гым Ру На    | Сестра Ни Ны                 |
| Ли Е На     | Хван Джон Ын | Баллерина                    |
| Ли Чже Ён   | Ги Джун Су   | Человек Ру Ны                |
| Го У Рим    | Ким Дан      | В детстве                    |
| Пак Сан Мён |              | Спонсор фонда                |
| Чжон Гю Су  | Но Эль       | Пожилой мужчина, "Ангел"     |
| Сон Бён Сук | Нам Ми Ок    | Пожилая женщина              |

## Награды и номинации
| Год  | Церемония               | Категория                                                | Номинировано            | Результат | Ссылки |
| ---- | ----------------------- | -------------------------------------------------------- | ----------------------- | --------- | ------ |
| 2019 | 12-й Korea Drama Awards | Лучший новый актер                                       | Ким Мён Су              | Номинация | [ 2 ]  |
| 2019 | KBS Drama Awards        | Высшая награда за выдающиеся достижения, Актриса         | Шин Хе Сон              | Победа    | [ 3 ]  |
| 2019 | KBS Drama Awards        | Награда за выдающиеся достижения, Актер в мини-сериале   | Ким Мён Су              | Номинация | [ 3 ]  |
| 2019 | KBS Drama Awards        | Награда за выдающиеся достижения, Актриса в мини-сериале | Шин Хе Сон              | Номинация | [ 3 ]  |
| 2019 | KBS Drama Awards        | Лучший молодой актер                                     | Ко У Рим                | Номинация | [ 3 ]  |
| 2019 | KBS Drama Awards        | Лучший новый актер                                       | Ким Мён Су              | Победа    | [ 3 ]  |
| 2019 | KBS Drama Awards        | Netizen Award, Актер                                     | Ким Мён Су              | Номинация | [ 3 ]  |
| 2019 | KBS Drama Awards        | Netizen Award, Актриса                                   | Шин Хе Сон              | Номинация | [ 3 ]  |
| 2019 | KBS Drama Awards        | Лучшая пара                                              | Ким Мён Су и Шин Хе Сон | Победа    | [ 3 ]  |
| 2019 | KBS Drama Awards        | K-Drama Hallyu Star                                      | Ким Мён Су              | Победа    | [ 3 ]  |